# Vika Podgorska
Vika Podgorska (Nova Gorica, 13. svibnja 1898. – Maribor, 12. srpnja 1984.) je bila slovenska glumica.

## Filmografija

### Filmske uloge
- "Karneval" (1968.)
- "San" (1965.)
- "Čuvaj se senjske ruke" (1964.)
- "Elizabeta Engleska" (1964.)
- "Ne možeš imati sve" (1964.)
- "Slijepi kolosjek" (1964.)
- "Vrapčić" (1964.)
- "Sumrak" (1963.)
- "Susedi" (1959.)
- "Suton" kao Mara Beneš(1957.)
- "U mreži" kao starica (1956.)
- "Svet na kajzarju" kao Jula (1952.)

## Vanjske poveznice
- Vika Podgorska u internetskoj bazi filmova IMDb-u (engl.)